# Mainoru River
Der Mainoru River ist ein Fluss im Norden des australischen Territoriums Northern Territory.

## Geografie

### Flusslauf
Der Fluss entspringt im Westen des Arnhemlandes und fließt nach Südosten. Bei Mainoru Store kreuzt er die Central Arnhem Road und setzt seinen Lauf nach Südosten bis zur Siedlung Mainoru fort. Dort biegt er nach Osten ab und mündet westlich des Mount Bray in den Wilton River.
Im Unterlauf bildet der Mainoru River eine weite Flussaue aus, in der viele Kanäle parallel laufen.

### Nebenflüsse mit Mündungshöhen
Der Fluss hat folgende Nebenflüsse:
- Karbakuk Creek – 97 m